# 双阳乡
双阳乡，是中华人民共和国重庆市巫溪县下辖的一个乡镇级行政单位。

## 行政区划
双阳乡下辖以下地区：
马塘村、百果村、七龙村和双阳村。